# Taishang ganying pian
Die Schrift Taishang ganying pian (chinesisch 太上感應篇, W.-G. T'ai-shang kan-ying pien – „Abhandlung über Tat und Vergeltung / Schrift über die Ursachen und Wirkungen (von Sünde und Verdienst)“, auch kurz als Ganying pian 感應篇 bezeichnet) ist ein der daoistischen Tradition zugerechnetes einflussreiches Traktat der chinesischen Volksreligion aus der Zeit der Song-Dynastie. Zhe Yueli zufolge wurde das Werk zwischen 1101 und 1117 verfasst. Es ist eine wichtige Quelle zur  chinesischen Religionsgeschichte.
Es zählt zu einem Genre religiöser Traktate, den quanshanshu 勸善書 (bzw. shanshu 善书[善書] shànshū), die zu moralischem Handeln anhalten. Die Schrift gilt als von Taishang laojun (Taishang laojun 太上老君) geoffenbart und betont die Fähigkeit der Gottheit, zu belohnen und zu bestrafen. Dabei wird dem Himmel von den Drei Würmern (sanchong) und dem Herrscher des Schicksals (siming) Bericht erstattet. Je nach Schwere der Sünden wird das Leben verkürzt und bei guten Taten verlängert. Wer ein irdischer Unsterblicher (vgl. xian) werden will, für den sind dreihundert gute Taten erforderlich, für den, der ein himmlischer Unsterblicher werden will, tausenddreihundert ("夫欲求天仙者，當立一千三百善。欲求地仙者，當立三百善。").
Populäre Moralbücher dieser Art verbanden daoistische Glaubensvorstellungen von Langlebigkeit und Unsterblichkeit, konfuzianischer Ethik und buddhistischen Karma-Vorstellungen und waren in der chinesischen Neuzeit höchst beliebt.
Der Text wurde unter anderem von Stanislas Julien (1835) ins Französische und von James Legge (Texts of Taoism), Frederic H. Balfour, Suzuki/Carus sowie Eva Wong ins Englische übersetzt. Das Werk ist unter vielen englischen Titeln bekannt.

## Ausgaben
Es ist im Daoistischen Kanon (Daozang) enthalten (DZ 1167).